# François Papineau-Couture
François Papineau-Couture (* 1. April 1953 in Montreal) ist ein kanadischer Musikinstrumentenbauer und Flötist.

## Leben
François Papineau-Couture ist der Sohn des Komponisten Jean Papineau-Couture und der Autorin Isabelle Papineau-Couture. Er absolvierte eine Ausbildung als Flötist und studierte darauf ein Jahr lang den Bau von Zupfinstrumenten bei John Rawson in London. Als Stipendiat des Canada Council besuchte er 1983 die bedeutendsten Musikinstrumentenmuseen und -sammlungen in Nordeuropa. Von 1979 bis 1987 baute er Spinette und Cembali in italienischer, englischer und französischer Tradition. 1988 arbeitete er im Instrumentenmuseum des Pariser Konservatoriums. Er ist mit der Altistin Madeleine Jalbert verheiratet.